# Kish Island Challenger 2004
Il Kish Island Challenger 2004 è stato un torneo di tennis facente parte della categoria ATP Challenger Series nell'ambito dell'ATP Challenger Series 2004. Il torneo si è giocato a Kish Island in Iran dal 29 novembre al 4 dicembre 2004 su campi in terra rossa.

## Vincitori

### Singolare
Tomas Behrend ha battuto in finale  Mathieu Montcourt con il punteggio di 7–6(3), 6–1

### Doppio
Tomas Behrend /  Rogier Wassen hanno battuto in finale  Adam Chadaj /  Filip Urban con il punteggio di 3–6, 6–2, 6–4